# Utopia (canción)
«Utopia» es una canción de la cantante canadiense Alanis Morissette, escrita y producida por ella misma para su quinto álbum de estudio Under Rug Swept.

## Lanzamiento
A finales de septiembre de 2001, en respuesta a los Ataques terroristas del 11 de septiembre de 2001, Morissette publicó la canción en su página web. La razón era para consolar a quienes lloraban y según ella "arroja luz sobre la voluntad de comprender" y "el apasionado deseo de ponerse de pie y mostrar un autocuidado y autorrespeto". The Record citó a "Utopia" como la canción del álbum que muestra "una introspección del alma y la conciencia espiritual".
"Utopia" fue lanzado como un sencillo promocional para las radios solo en Estados Unidos, en donde fue el tercer sencillo después de "Precious Illusions". La canción no contó con un vídeo musical.